# Український національний комітет CIGRE
Український  національний комітет (УНК) CIGRE ( Consell International des Grands Reseaux Electriqus, fr.) створено для представлення інтересів України в Міжнародній раді з великих електричних систем CIGRE [Архівовано 24 листопада 2020 у Wayback Machine.]  і сприяння членам УНК  в розвитку професійного досвіду, обміну технічними знаннями і активної взаємодії із зарубіжними колегами.
Основним організаційним принципом CIGRE є робота експертів через національні комітети, які об'єднують галузеві компанії,  інститути,  навчальні заклади та фахівців своєї країни чи географічного регіону. 
В 2020 році CIGRE представлений в 95 країнах світу. Має національні комітети в 61 країні, налічує близько 13 000 експертів.  Головний офіс знаходиться в Парижі.  

## Ключові функції та завдання
Завдання Українського  національного комітету CIGRE:
- організаційне об'єднання зусиль вітчизняних фахівців і організацій, зацікавлених у діяльності в електроенергетичній  галузі;
- сприяння прогресу вітчизняної науки і техніки в області виробництва і передачі електроенергії на високій напрузі;
- просування програмних завдань в області стратегії розвитку вітчизняної електроенергетики;
- узагальнення та раціональне застосування світового досвіду розвитку електроенергетики з урахуванням економічного, екологічного, ергономічного, антропогенного і інших аспектів;
- участь в заходах CIGRE та інших міжнародних організацій з метою вивчення новітньої науково-технічної інформації та демонстрації вітчизняних досягнень в області електроенергетики;
- сприяння в реалізації проектів, що проводяться українськими організаціями та фахівцями у галузі електроенергетики та електротехніки по лінії міжнародного співробітництва;
- сприяння в проведенні технічних, економічних, політичних, соціологічних досліджень та робіт в галузях, пов'язаних з електроенергетикою і забезпеченні взаємодії органів влади, громадських, промислових і енергетичних організацій.

## Історія
Історія участі українських фахівців - електроенергетиків у діяльності та заходах CIGRE може бути розділена на три періоди:
- 1957 – 1991 - участь у роботі Національного комітету CIGRE колишнього СРСР
- 1992 – 2004 - участь українських фахівців в галузі електроенергетики в заходах CIGRE без створення національного комітету
- 2004 – дотепер -  історія українського НК CIGRE.

CIGRE засновано в 1921 році. СРСР приєднався до CIGRE через два роки після створення організації, коли делегати СРСР взяли участь у другій сесії CIGRE в 1923.
У 1957  Національний комітет СРСР був затверджений Адміністративною Радою CIGRE.
Традиційно, функції Національного комітету СРСР з формування єдиної політики та представництва інтересів у CIGRE виконувались державними структурами (міністерствами) СРСР.
З 1992 функцій Національного комітету CIGRE було передано від СРСР на  умовах правонаступництва Системному оператору  ЄЕС Росії.
В період 1992-2004 інженери з України брали участь у представленні української енергетики та технологій на сесіях CIGRE та технічних виставках спільно із російськими та іншими іноземними енергетиками.
В березні 2004 року Адміністративна Рада CIGRE офіційно визнала створення в Україні Національного Комітету цієї організації, а в березні 2006 року зареєстровано неприбуткову громадську організацію “Асоціація “СІГРЕ-Україна”. Першим Президентом українського національного комітету CIGRE в період 2004-2015 рр. був Скляров Віталій Федорович.  З вересня 2015 р. Президент УНК  CIGRE - Светелік Олександр Дмитрович.  
З 2007 року УНК CIGRE представлено в Адміністративній Раді - керівному органі  Міжнародної ради з великих електричних систем. Представником упродовж цього терміну є  віцепрезидент і голова технічного комітету Бондаренко Юрій Миколайович.
З 2013 року УНК приєднався до регіонального комітету CIGRE країн південно-східної Європи - SEERC.   
У липні 2017 року зареєстровано неприбуткову громадську спілку „Міжнародна рада з великих електроенергетичних систем СІГРЕ в Україні ” з функціями Українського національного комітету CIGRE

## Діяльність та здобутки УНК CIGRE
За останні роки кількість членів Національного комітету CIGRE залишалася стійкою, з еквівалентним членством  приблизно  200 членів.
У 2018 році УНК провів в Києві другу міжнародну конференцію країн південно-східної Європи за участю більше 300 експертів CIGRE. 
Експерти Українського національного комітету беруть участь в міжнародних конференціях, семінарах і робочих групах , що проводяться під егідою CIGRE і SEERC.